# Peaked Island (Alaska)
Peaked Island ist eine kleine Insel der Near Islands, einer Inselgruppe im äußersten Westen der Aleuten, Alaska. Peaked Island liegt rund 100 Meter westlich von Cape Wrangell auf der Westseite der Insel Attu und ist der westlichste Punkt Alaskas.